# 内木場城
内木場城（うちこばじょう）は、宮崎県小林市東方にあった日本の城（平山城）。別名木葉城（こばじょう）。

## 概要
野首城の南方約1.5キロメートルの、標高236メートル台地上に立地する。西南を浜ノ瀬川が廻る天然の要害で、中央の高い台地に本丸が置かれ、本丸と東出丸の間には空堀があった。また西側の一段低い台地に西出丸があった。
築城主や築城年等は不明であるが、真幸院を治めていた北原氏が築城したのではないかと推察され、永禄年間には橋口刑部左衛門が居住していたという。
その後、北原領を簒奪した伊東氏の城に帰し、元亀2年（1571年）9月に伊東祐安が入城すると城の改修がなされた。『日向記』によると、この改修作業の最中に祐安の屋敷の門に、「此陣は 大材木にこのこきり 挽きわずらうて 泣きつ笑いつ」という落首が立ったのであるが、祐安はそれが同じ伊東家臣である佐土原遠江守の仕業であると察し、遠江守の屋敷に行って涙ながらにこれを非難したとある。その祐安は、翌年の木崎原の戦いで討ち死にしている。
天正4年（1576年）に三ツ山（小林市の旧名）が島津氏の領有に帰すると島津氏の所有となったが、元和元年（1615年）の一国一城令により廃城とされた。